# Altamont Corridor Express

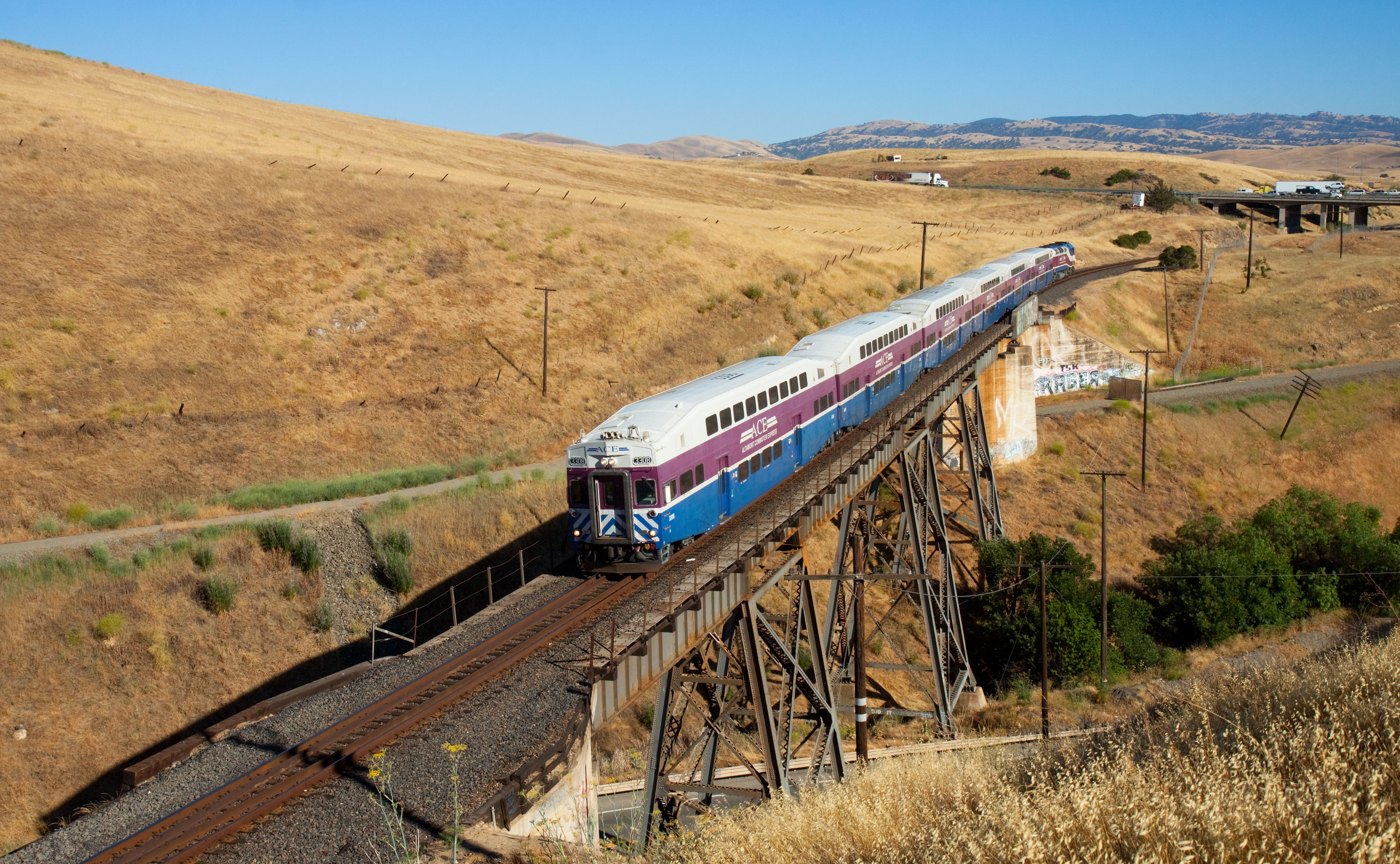
ACE stoupá do Altamontského průsmyku

Altamont Corridor Express (také znám jako ACE, dříve Altamont Commuter Express) je regionální vlak v Kalifornii jezdící mezi San José a Stocktonem. Byl pojmenován po Altamontském průsmyku, kterým na trase projíždí.
První spoj vyjel 19. října 1998 a zpočátku jezdily vlaky každý pracovní den dvakrát v každém směru, koncem roku 2009 jezdily denně už tři vlaky. Na trase dlouhé 128 kilometrů je deset zastávek a cesta z konečné na konečnou trvá dvě hodiny a deset minut. Vlak je tvořen lokomotivou EMD F40PH táhnoucí vozy Bombardier BiLevel Coaches a jezdí po kolejích patřících společnosti Union Pacific.
Spojení využije denně v průměru 5 900 cestujících (data z roku 2018).